# Crypte de Saint-Girons
Pour les articles homonymes, voir Saint-Girons.
La crypte de Saint-Girons est le dernier vestige de l'ancienne église abbatiale Saint-Girons aujourd'hui disparue. Elle date du début du XIIe siècle et se situe sur la commune de Hagetmau, dans le département français des Landes. Joyau de l'art roman, elle est classée par les Monuments historiques en 1862.

## Présentation de la crypte
De l'ancienne abbaye et de son église abbatiale, seule la crypte de 12 mètres sur 7,6 mètres est préservée. Elle accueillait le sarcophage contenant les reliques de Saint-Girons. Le Saint serait mort sur place en combattant les Wisigoths ariens, après trente jours d'agonie, étant venu rendre les honneurs funèbres à son ami Saint-Sever (ou Severus) vers 365 (ou : en 409). Vers 778, Charlemagne en expédition de l'Aquitaine vers l'Espagne lui aurait fait édifier un tombeau monumental. L'empereur ordonne également le transfert d'une partie des reliques à l'église Église Sainte-Eulalie de Bordeaux, pour les mettre en sûreté.
Sa voûte restaurée est supportée par quatre colonnes centrales en marbre rouge et noir provenant d'un édifice gallo-romain antérieur. Elles sont surmontées de chapiteaux à tailloirs historiés. En particulier, un chapiteau présente la scène biblique de Lazare et du mauvais riche, évoquant le châtiment de l'avarice (Luc, 16, 19-31). Sur une face, le mauvais riche de la parabole se tient à table avec deux commensaux. Des chiens lèchent les ulcères de Lazare, nu et allongé au sol. Une autre face montre Lazare entre deux anges ; le riche, couché, est desséché par la soif.
En tout, la crypte offre quatorze chapiteaux sculptés.
Ces scènes religieuses sont destinées à l'origine aux fidèles ainsi qu'aux pèlerins de Saint-Jacques-de-Compostelle, rappelant le rôle d'étape de la paroisse dès le Moyen Âge sur la voie Limousine. Quelques siècles après la mort de saint Girons, les pèlerins de Saint-Jacques-de-Compostelle viennent vénérer le souvenir des reliques du grand Saint au milieu d'images de pierres offertes à Dieu : images de la création avec des plantes stylisées et des animaux fantastiques, comme des lions souriants ou des oiseaux affrontés à la queue de dragons, images de l'histoire sainte avec anges et démons.

## Ancienne abbaye
L'abbaye est édifiée à l'origine au bord du Louts, sur le lieu du martyre de saint Girons, évangélisateur de cette partie de la Novempopulanie, au Ve siècle. Autour du tombeau du Saint, établi dans une épaisse forêt de hêtres, apparaît une agglomération : Saint-Girons-du-Hayet.
La création de l'abbaye remonterait à Charlemagne : une collégiale s'installe au VIIe siècle. La trace d'une communauté religieuse apparaît à partir du XIIe siècle, dans les donations faites au chapitre de Lescar.
L'abbaye est endommagée par les Normands en 859, puis en 1324 par les Anglais un peu avant la guerre de Cent Ans. Elle est pillée, incendiée et détruite en 1569 par les troupes protestantes des capitaines Sénégas et de Salles, commandés par Gabriel Ier de Montgommery pendant les guerres de Religion. Les reliques du Saint sont profanées et dispersées. 
Six chanoines sont assassinés. Pierre de Candau est alors abbé de Saint-Girons.
Après des exactions, le 5 juillet 1790 la municipalité de Hagetmau prend possession de l'abbaye. L'inventaire du 8 septembre 1792 pille l'abbaye de ses derniers mobiliers de valeur.
En 1807, des moniales Ursulines tentent, en vain, de poursuivre la vie monastique à Saint-Girons. En 1855, des Jésuites chassés d'Espagne s'installent quelque temps.
L'église abbatiale, à l'abandon, est finalement démolie en 1904.

## Église démolie
Avant sa démolition en 1904, l'église de l'abbaye de Saint-Girons comportait un chevet à deux étages pour compenser la dénivellation du terrain. Ce chevet, encadré par deux absidioles dont l'une au nord, était dissimulée par une sacristie. Le bras du transept était voûté d'un berceau.
La nef, simplement charpentée, était flanquée au nord d'un collatéral tardif. Elle se tenait au nord par un clocher massif. Le portail occidental était gothique. L'abside romane, probablement circulaire, a été remplacée au cours de la période gothique par un chevet à cinq pans renforcés par d'énormes contreforts. À cette époque, la crypte était voûtée d'ogives.
Dès 1840, la crypte est inscrite sur la liste des monuments historiques, mais l'église en est toujours exclue. La crypte est classée à l'inventaire des monuments historiques en 1862. Durant toute la fin du XIXe siècle, les projets de restauration se succèdent avec une grande régularité. Ils sont alors accompagnés de descriptions chaleureuses de l'édifice et d'innombrables suppliques d'autorités politiques ou de sommités archéologiques, tant locales que nationales. Toutes ces démarches restent vaines.
Commencée en 1884, la nouvelle église paroissiale (Sainte Marie Madeleine) de Hagetmau est inaugurée en centre ville en 1886.
En 1904, la municipalité de Hagetmau décide de démolir l'église abbatiale délabrée, ainsi que les vestiges de l'abbaye de Saint-Girons, en ne gardant que la crypte. L'année suivante, en 1905, commence la restauration de la crypte, qui prend fin en 1908. Cet écrin de pierre pour quatorze chapiteaux sculptés à l'époque romane par des artistes venus de Saint-Sever et d'ailleurs est ainsi préservé.

## Galerie

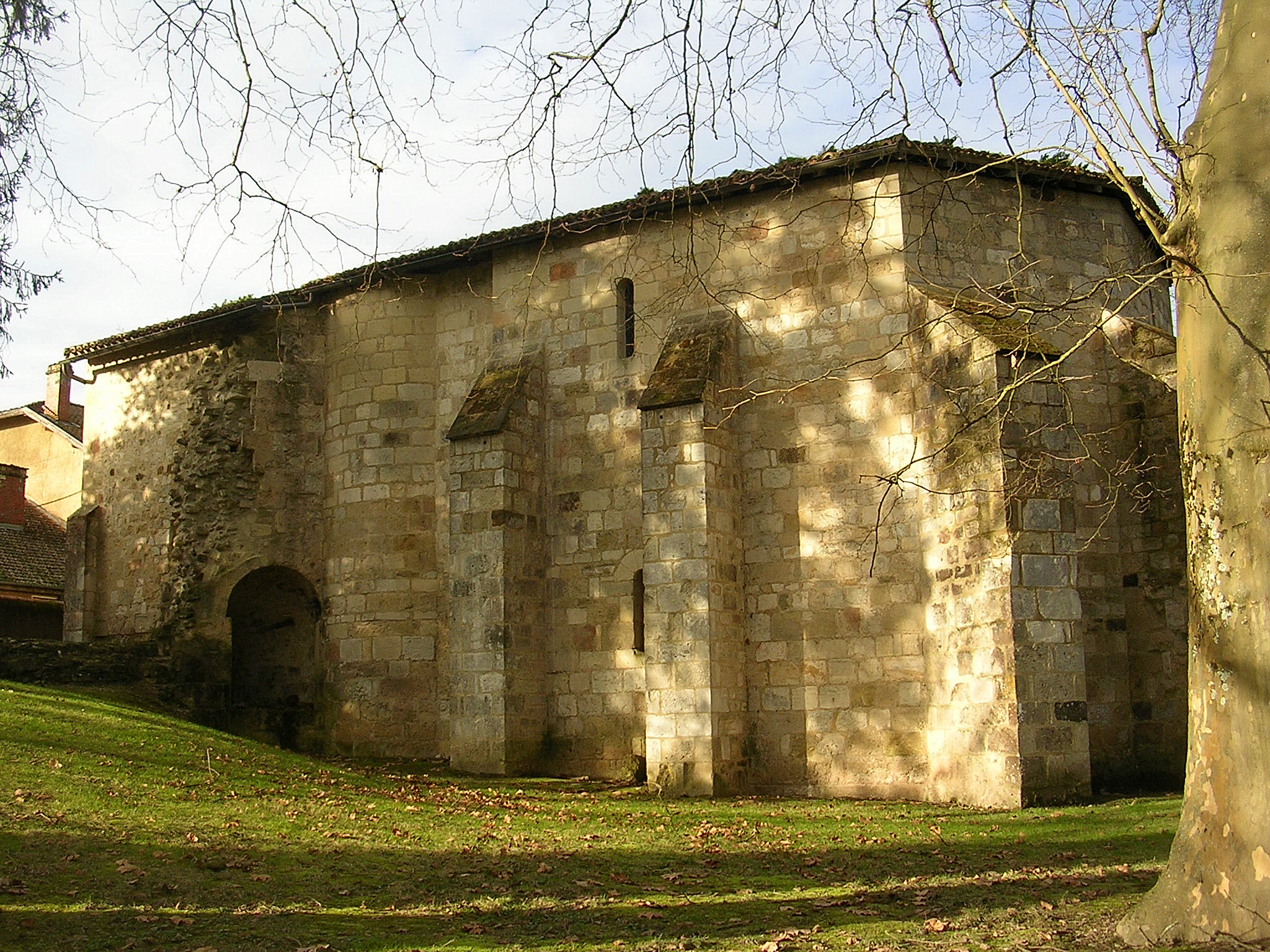
Vue extérieure
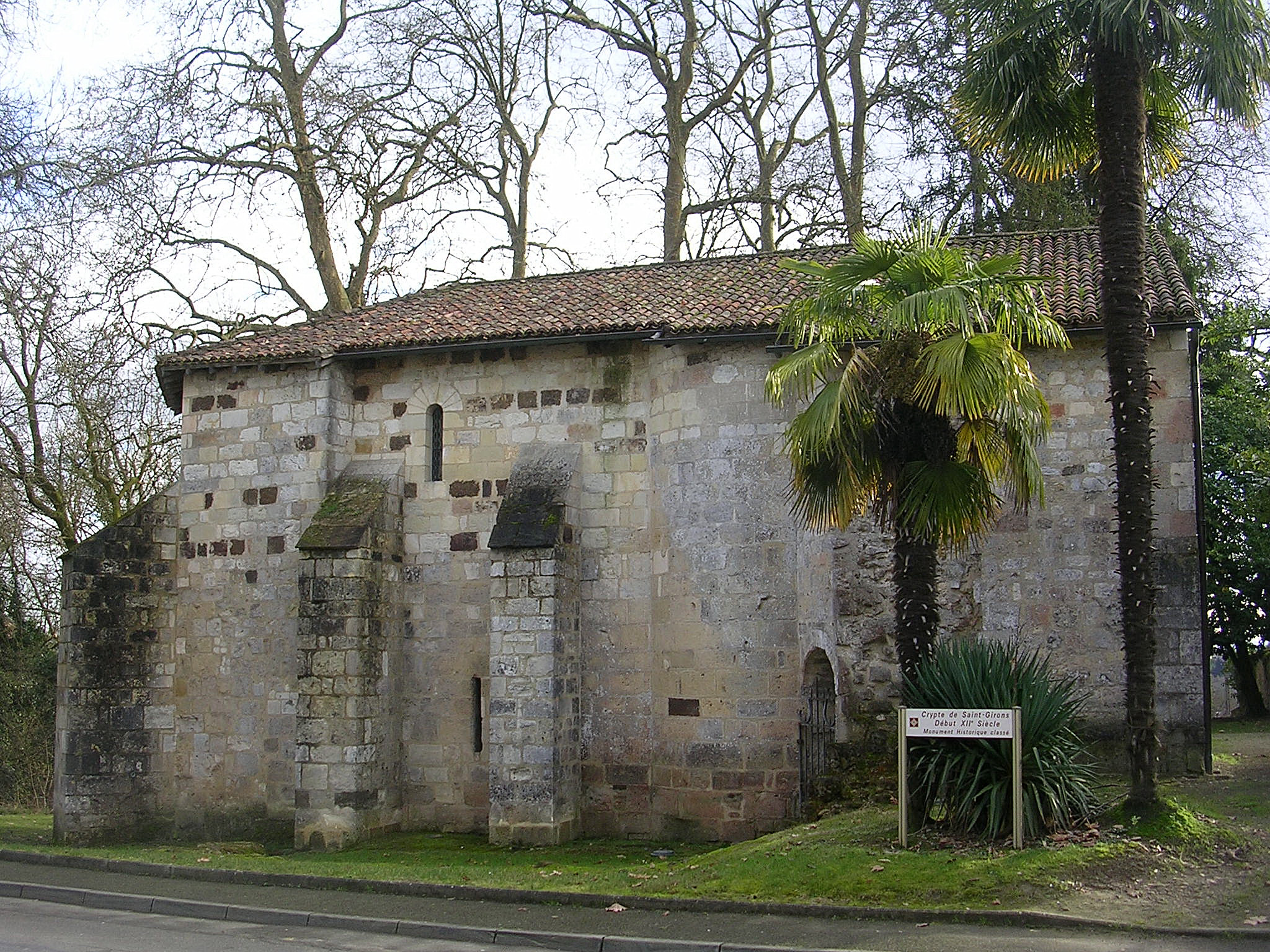
Autre vue extérieure
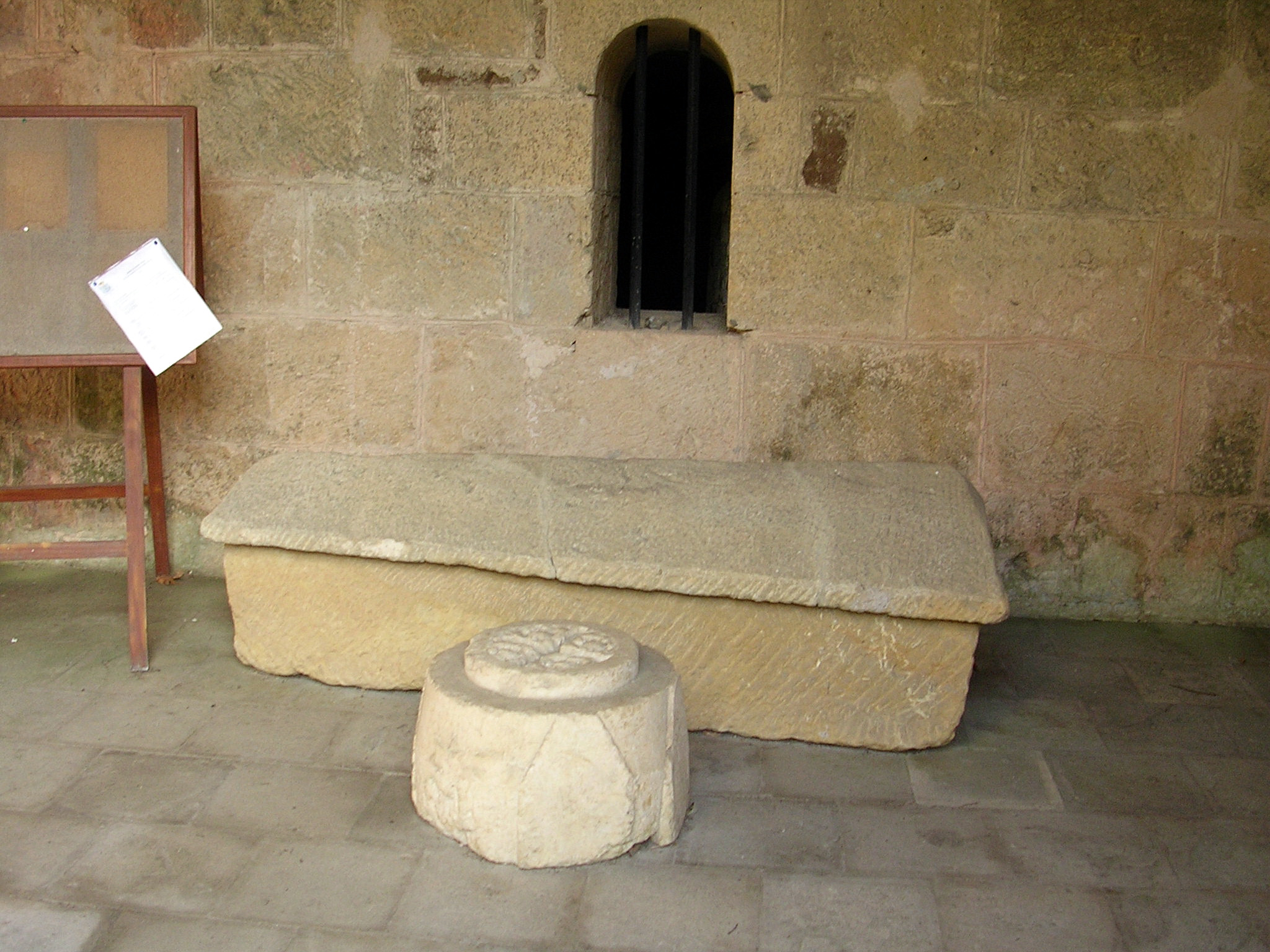
Entrée de la crypte
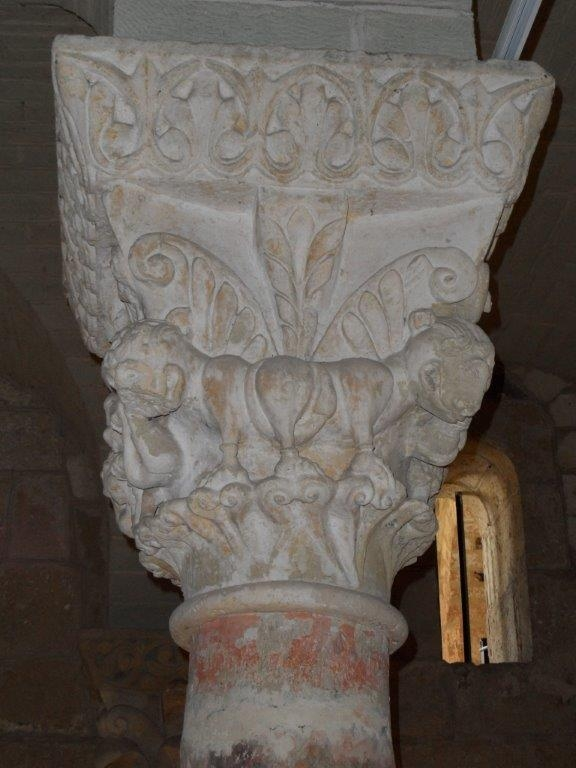
Détail d'un des chapiteaux